# Poeciliidae
Poeciliidae zijn een familie van ovovivipare zoet en brak-watervissen. Bekende visjes van deze familie zijn onder meer de guppy, de molly, de platy en de zwaarddrager.
Over veel soorten is erg veel bekend omdat ze veel in aquaria worden gehouden, terwijl er nog steeds meer soorten/ondersoorten worden gevonden in de natuur. De vissen worden niet zo groot, zijn relatief makkelijk in leven te houden in een aquarium en hebben prachtige kleuren in de natuur. Dieren die in de winkel worden aangeschaft zijn soms veel mooier dan dieren uit de natuur. Dit betreft meer dan eens mutaties of onnatuurlijke variaties. Sommige exemplaren verkrijgen hun kleuren zelfs via een injectienaald.
De mannetjes zijn duidelijk te onderscheiden van de vrouwtjes, door hun gonopodium.

## Geslachten
- Onderfamilie: Aplocheilichthyinae
  - Lamprichthys
- Onderfamilie: Procatopodinae
  - Aplocheilichthys
  - Hylopanchax
  - Micropanchax
  - Poropanchax
  - Hypsopanchax
  - Pantanodon
  - Procatopus
  - Fluviphylax
  - Plataplochilus
- Onderfamilie: Poeciliinae
  - Xiphophorus
  - Alfaro
  - Heterophallus
  - Phalloptychus
  - Scolichthys
  - Belonesox
  - Limia
  - Phallotorynus
  - Tomeurus
  - Brachyrhaphis
  - Poecilia
    - Ondergeslacht Poecilia
    - Ondergeslacht Acanthophacelus

  - Micropoecilia
  - Xenodexia
  - Carlhubbsia
  - Poeciliopsis
  - Xenophallus
  - Cnesterodon
  - Neoheterandria
  - Priapella
  - Gambusia
  - Pamphorichthys
  - Priapichthys
  - Girardinus
  - Phallichthys
  - Pseudopoecilia
  - Heterandria
  - Alloheterandria
  - Phalloceros
  - Pseudoxiphophorus
  - Quintana